# 12653 van der Klis
12653 van der Klis eller 2664 T-3 är en asteroid i huvudbältet som upptäcktes den 16 oktober 1977 av den nederländsk-amerikanske astronomen Tom Gehrels och det nederländska astronomparet Ingrid van Houten-Groeneveld och Cornelis Johannes van Houten vid Palomarobservatoriet. Den är uppkallad efter astronomen Michiel van der Klis.
Asteroiden har en diameter på ungefär 4 kilometer och den tillhör asteroidgruppen Nysa.